# Констанція
Конста́нція (лат. Constantia) — уособлення стійкості і завзятості; зображувалася тільки на монетах імператора Клавдія та його матері Антонії.